# سندبسط
قرية سَندَبَسط إحدى قرى مركز زفتى التابع لمحافظة الغربية بجمهورية مصر العربية.

## التاريخ
قرية سندبسط من القرى القديمة، حيث وردت باسم «سندبسط» في أعمال جزيرة قوسينا ضمن قرى الروك الصلاحي التي أحصاها ابن مماتي في كتاب قوانين الدواوين، كما وردت باسم «سندبسط» في أعمال الغربية ضمن قرى الروك الناصري التي أحصاها ابن الجيعان في كتاب «التحفة السنية بأسماء البلاد المصرية». 

## السكان
بلغ عدد سكان سندبسط 39,594 نسمة حسب تقدير عام 2018.
| السنة  | 1882 | 1897 | 1907 | 1927 | 1947 | 1960   | 1976   | 1986   | 1996   | 2006   | 2018   |
| ------ | ---- | ---- | ---- | ---- | ---- | ------ | ------ | ------ | ------ | ------ | ------ |
| القرية | 4483 | 6281 | 6882 | 7827 | 7795 | 10,813 | 15,446 | 19,223 | 24,652 | 28,820 | 39,594 |